# Komuna e Leposaviqit
Komuna e Leposaviqit är en kommun i Kosovo. Kommunens huvudort heter Leposaviq. Den ligger i den norra delen av landet, 60 km nordväst om huvudstaden Pristina. Antalet invånare är 3 702. Arean är 539 kvadratkilometer.